# Карашукеев, Ербол Шыракпаевич
Ербол Шыракпаевич Карашукеев (каз. Ербол Шырақбайұлы Қарашөкеев; род. 26 ноября 1976, Алма-Атинская область, Казахская ССР) — казахстанский государственный деятель. Министр сельского хозяйства Казахстана (2021—2023). Аким Жамбылской области (с сентября 2023 года).

## Биография
В 1997 году окончил Казахский государственный национальный университет имени аль-Фараби по специальности экономика, в 1999 году в том же университете получил второе образование по специальности юриспруденция и окончил магистратуру по специальности экономика.
1998—1999 гг. — главный специалист управления анализа и конъюнктурных обследований Агентства Республики Казахстан по статистике.
1999—2001 гг. — консультант отдела социально-экономического анализа Администрации Президента Республики Казахстан.
2002—2003 гг. — финансовый директор, директор филиала в городе Актобе, директор по западному региону СП ТОО «Медикус Центр».
2003—2006 гг. — директор финансового департамента — член правления АО «Государственная страховая корпорация по страхованию экспортных кредитов и инвестиций».
2006—2007 гг. — директор сводно-аналитического департамента Министерства финансов Казахстана.
2007 г. — управляющий директор Национального управляющего холдинга «КазАгро».
2007—2009 гг. — председатель правления АО «Фонд финансовой поддержки сельского хозяйства».
2010—2012 гг. — генеральный директор РГП «Центр по исследованию финансовых нарушений» Счётного комитета по контролю за исполнением республиканского бюджета.
2012—2013 гг. — генеральный директор ТОО «Институт нефтегазового инжиниринга и информационных технологии КБТУ».
2013 г. — январь 2016 г — заместитель председателя правления АО «Жилстройсбербанк Казахстана».
Январь 2016 г. — январь 2019 г. — заместитель заведующего отделом социально-экономического мониторинга Администрации Президента Казахстана.
Январь — апрель 2019 г. — председатель комитета казначейства Министерства финансов Казахстана.
Апрель 2019 г. — март 2021 г. — председатель правления, член совета директоров холдинга «КазАгро».
Март — апрель 2021 г. — и. о. заместителя заведующего отделом государственного контроля и организационно-территориальной работы Администрации Президента Казахстана.
Апрель — июль 2021 г. — вице-министр финансов Республики Казахстан.
Июль — август 2021 г. — вице-министр сельского хозяйства Казахстана — исполняющий обязанности министра сельского хозяйства РК.
С 1 сентября 2021 года по 4 сентября 2023 года — министр сельского хозяйства Республики Казахстан.
С 5 сентября 2023 года — аким Жамбылской области.

## Семья
Ербол Карашукеев женат, воспитывает троих детей.